# Южний (Ленінськ-Кузнецький округ)
Ю́жний (рос. Южный) — селище у складі Ленінськ-Кузнецького округу Кемеровської області, Росія.

## Населення
Населення — 7 осіб (2010; 13 у 2002).
Національний склад (станом на 2002 рік):
- росіяни — 100 %